# Fabio Paiva Reis
Fabio Paiva Reis (Vitória, 3 de fevereiro de 1986) é um historiador e escritor brasileiro. Em 2017, publicou o livro Beije-me em Barcelona, premiado pela Secretaria de Cultura do Estado do Espírito Santo (Secult-ES).

## Biografia
Fabio nasceu em Vitória, Espírito Santo. Se formou em Licenciatura em História na Universidade Federal do Espírito Santo, tendo depois feito seu mestrado em História Social na Pontifícia Universidade Católica de São Paulo e o doutorado em História dos Descobrimentos e da Expansão Portuguesa na Universidade do Minho, em Portugal.

## Literatura
Filho do também escritor Jonas Reis, Fabio começou a escrever seu primeiro romance, Beije-me em Barcelona, em 2016. Seu título original era O Reencontro e foi com este título que o livro foi premiado pela Secult-ES, o que permitiu que ele fosse publicado em 2017. O livro conta a história de um estudante que reencontra sua ex-namorada ao mudar-se para Portugal. Lá, ele "se vê dividido entre Luisa e sua namorada atual, entre aproveitar a oportunidade e o medo de machucá-la novamente, entre ser feliz e se sentir sozinho."
O autor descreve o livro como uma história de perdão inspirada em acontecimentos de sua própria vida, que seria "digna de um livro", além de um passeio inspirador pelas ruas de Barcelona, na Espanha.
O livro foi bem recebido por resenhistas, que dizem que o Beije-me em Barcelona se destaca por ser "uma história simples, envolvendo seres humanos comuns e uma realidade totalmente possível", pela "riqueza de detalhes com que Fabio conta todas as suas experiências", e por fazer o leitor se sentir "um quarto membro, me juntando ao trio inicial que vai passar a virada de ano em Barcelona".
O autor foi convidado a falar do seu livro em alguns eventos, como o Painel Literário do Serviço Social do Comércio (Sesc Espírito Santo) e pelo Instituto Federal do Espírito Santo (Ifes), em 2017.

## Academia
No mundo acadêmico, Fabio Reis se especializou em História do Espírito Santo, tendo publicado diversos livros e artigos sobre o tema. Em 2015, deu início ao projeto Spirito Sancto, hoje chamado História Capixaba, que compartilha documentos históricos do Espírito Santo e que foi premiado em edital de Educação Patrimonial da Secult-ES de 2017.
No ano seguinte, um desdobramento do projeto levou à criação da exposição Mapas do Espírito Santo Colonial, que foi exposta no Arquivo Público do Espírito Santo, na Assembleia Legislativa do Espírito Santo e também no Ifes. A exposição foi realizada através de financiamento coletivo, tendo alcançado 179% da meta estabelecida em sua campanha no Catarse.

A exposição reuniu cerca de 40 dos mapas mais antigos do Espírito Santo, feitos entre 1590 e 1690. Eles foram pesquisados e digitalizados pelo autor, que depois cuidou de toda a organização da exposição. A ideia veio do fato de Fabio não concordar em guardar essas digitalizações só para ele mesmo, acreditando que era essencial que a comunidade tivesse acesso a esses documentos. 
“Não via sentido em guardar documentos só comigo, pensei em compartilhar para que quem viesse estudar o tema encontrasse de forma mais fácil, sem ter que recorrer a longas pesquisas na internet ou tendo que ir à Biblioteca Nacional no Rio de Janeiro ou até a outros países”
O Arquivo Público destacou que os mapas pesquisados pelo autor eram inéditos: “Isso proporciona uma oportunidade única para entender melhor os primeiros séculos da colonização portuguesa no Espírito Santo”. Já para a Assembleia Legislativa, o autor lembrou que este é “um trabalho que oferece a possibilidade de nos aprofundarmos nos estudos sobre os primeiros séculos da presença principalmente dos portugueses na então capitania do Espírito Santo”.